# Крутий поворот (Доктор Хаус)
«Крутий поворот» (англ. Spin)  — шоста серія другого сезону американського телесеріалу «Доктор Хаус». Прем'єра епізоду проходила на каналі FOX 15 листопада 2005. Доктор Хаус і його команда мають врятувати професійного велосипедиста.

## Сюжет
Відомий велосипедист Джеф непритомніє на турнірі. Хаус зразу припускає вживання наркотиків, але заходячи в палату, і знайомлячись з менеджером пацієнта, Джеф каже, що лише робить переливання еритроцитів, так як знає, що багато спортсменів померло через допінг. Аналізи і тести не показали нічого дивного. Тому версія Хауса полягає в тому, що під час введення препарату хлопець міг не влучити і утворити повітряний ембол. Команда йде перевіряти легені і вени на наявність бульбашок. Бульбашку знаходять і видаляють, але у Джефа починає текти слина, яка свідчить проте, що він не може ковтати. Команда має знайти інший діагноз, тому робить аналізи на інфекції і біопсію м'язів. Через деякий час виявилось, що аналізи були негативні, а у Джефа почалась загальна слабкість. Лікарі розуміють, що норма білих тілець для Джефа набагато нижча ніж для інших. А так як їх рівень зависокий, це вказує на інфекцію. Чейз припускає енцефаліт. Хаус назначає люмбарну пункцію і антибіотики. Під час пункції у Джефа трапляється зупинка дихання. Аналіз не підтвердив енцефаліт. Хаус припускає рак крові. Вілсон робить аналіз.
Команда і Хаус дізнається, що хтось звертався до журналу «Times» і розповів історію Джефа. Хаус починає розуміти, що не був його менеджер, також вона дала йому ІПО (незаконні наркотики). Після того як Джеф звільняє її кількість червоних тілець різко падає. Хаус дає розпорядження перевірити шию. Команда знаходить тимому, що вказує на хронічну анемію. Хаус пояснює чому вона не проявлялась раніше: переливання крові, яке Джеф робив, щоб укріпити свій організм. Хаус їде в палату пацієнта і вколює йому ліки, які «виліковують» його на чотири хвилини. Щоб вилікуватись остаточно потрібно пройти спеціальний курс лікування. В кінці серії Хаус викрадає історію хвороби Стейсі.